# Tümer Metin
Tümer Metin (Zonguldak, Turquía, 14 de octubre de 1974) es un exfutbolista turco y actual comentarist. Jugó de Centrocampista y su último equipo fue el Kerkyra FC de Grecia.
Metin logró numerosos títulos durante su carrera, incluidos los títulos de la Süper Lig con los respectivos centenarios de Beşiktaş JK y Fenerbahçe SK.  A nivel internacional, marcó 7 goles en 26 apariciones con la selección nacional de Turquía.

## Trayectoria
Metin nació en Zonguldak. Tras jugar durante cuatro años en el Samsunspor, fue transferido al Beşiktaş junto con su compañero de equipo İlhan Mansız en 2001. Firmó un contrato con el Fenerbahçe en junio de 2006 después de pasar cinco años en el Beşiktaş.
Metin empezó su carrera profesional en el Samsunspor como centrocampista ofensivo. 
En 2001 ficha por el Beşiktaş. En este equipo se proclama campeón de Liga. En 2006 consigue la Copa y la Supercopa en 2003. En este club jugó 172 partidos en los que marcó 72 goles.
En 2006 ficha por el Fenerbahçe, equipo con el que gana una Liga y una Supercopa.
Durante el mercado de fichajes de enero de 2008, el Fenerbahçe envió a Metin al AEL FC de la Superliga griega, con un período de préstamo que expiraba en junio de 2008. Hasta entonces, Metin tuvo éxito en Grecia, e incluso marcó su primer gol en su debut con el nuevo equipo. El 9 de agosto de 2011, firmó un contrato de un año con el Kerkyra. Anunció su retirada el 9 de diciembre de 2011.

## Selección nacional
Ha sido internacional con la Selección de fútbol de Turquía en 25 ocasiones. 
Fue convocado para participar en la Eurocopa de Austria y Suiza de 2008, donde disputó dos encuentros, uno de ellos como titular.

## Clubes
| Club                      | País    | Año       |
| ------------------------- | ------- | --------- |
| Zonguldakspor             | Turquía | 1994-1997 |
| Samsunspor                | Turquía | 1997-2001 |
| Beşiktaş Jimnastik Kulübü | Turquía | 2001-2006 |
| Fenerbahçe Spor Kulübü    | Turquía | 2006-2008 |
| AE Larisa                 | Grecia  | 2008-2011 |
| Kerkyra FC                | Grecia  | 2011      |

## Retirada
Tras su retirada como futbolista profesional, escribió unas memorias tituladas ”Metin Olmak“, publicadas en mayo de 2013. Su libro incluye revelaciones condenatorias entre bastidores sobre sus conflictos con Mircea Lucescu y Rıza Çalımbay, algunos maravillosos intercambios con Vicente Del Bosque, y los relatos de su transformación personal durante los últimos años de su carrera en Greece.
En septiembre de 2019 Metin se incorporó a TRT Spor para ejercer de comentarista.

## Vida personal
Metin es seguidor del Beşiktaş J.K. Se ha hecho un tatuaje en el que pone ”Solo Dios puede juzgarme“. En 2019, Metin salió con la actriz turca Gamze Topuz, que apareció en series de televisión turcas como Aşk ve Ceza. 

## Títulos
- 2 Ligas de Turquía (Beşiktaş, 2003; Fenerbahçe, 2007)
- 1 Copa de Turquía (Beşiktaş, 2006)
- 2 Supercopas de Turquía (Beşiktaş, 2006; Fenerbahçe, 2007)